# مدرسة الزاوية البكرية
الزاوية البكرية نسبة إلى الجد المؤسس للعائلة البكرية أبي بكر دفين المنيهلة والذي يعود نسبه إلى الخليفة عثمان بن عفان. تعرف هذه الزاوية باسم «السبعة رقود» (النيام السبعة)  وهي إحدى زوايا مدينة تونس وكانت توجد بها في نفس الوقت مدرسة.

## تأسيسها
بنى هذه الزاوية جد البكريين أبي بكر وكان ذلك في العهد الحفصي إلا أن ذلك ليس أكيدا كما يعتقد محمد الباجي بن مامي،  كانت الزاوية البكرية في نفس الوقت زاوية ومدرسة مثلما كان حال مدارس أخرى من بينها المدرسة المرجانية.

حبست العديد من العقارات على الزاوية البكرية في مناطق مختلفة من البلاد من بينها أراضي زراعية جيدة بماطر ومجاز الباب.

## العائلة (آل بُكري)
عائلة البكري (قبيلة آل بكري) هي عائلة أرستقراطية تونسية متدينة تنحدر من عائلة الخليفة عثمان بن عفان. 
وقد تدعم هذا النسب بمصاهرة الولي الصالح أبي الغيث القشاش وذلك بزواج تاج العارفين البكري من أم هاني بنت الولي.  
إذ تعتبر عائلة البكري من اعرق العائلات بتونس العاصمة إلى جانب عائلة الرصاع و القلشاني و الغامد. 
اغلبهم أئمة عظماء دعاة من المذهب المالكي وقد استقروا في تونس في العهد الحفصي. 
بدأت الوجاهة الدينية و العلمية مع جدهم تاج العارفين البكري اول من تولى مشيخة جامع الزيتونة و الخطابة فيه التي احتكرت هذه الفكرة منذ قرون. اضافة إلى تأسيسهم الزاوية البكرية. 
تعرضت العديد من المصادر للأخبار هذه العائلة  نذكر منها: 
_ " نور الأرماش في مناقب أبي غيث القشاش " للمنتصر بن أبي لحية
_ " إتحاف أهل الزمان بأخبار ملوك تونس و عهد الأمان " لأحمد بن أبي الضياف
_ " ذيل بشائر أهل الإيمان بفتوحات آل عثمان " لحسين خوجة
_ " الحلل السندسية في الأخبار التونسية " للوزير السراج
_ " الشهب المحرقه لمن ادعى العلم لولا انقطاعه من أهل المخرقه " للأحمد بن مصطفى برناز
_ " مسامرات الظريف بحسن التعريف " لمحمد بن عثمان السنوسي
_ " المؤنس في أخبار إفريقية و تونس " لابن أبي دينار القيرواني
كما نجد تفاصيل و معلومات هامة في بعض المراجع التي اعتنت بدراسة أحوال عائلة البكري من أهمها
_ الموسوعة التونسية الجزء الأول
_ رزق البايليك لجمال بن طاهر
_ كتاب " حسب و نسب " تأليف جماعي

و من عناصر الوجاهة الاجتماعية التي حظيت بها عائلة البكري هو تأسيسهم للزاوية البكرية التي تنسب للجد المؤسس العارف بالله أبي بكر دفين المنيهلة و يرجع تاريخ إنشاء هذه الزاوية إلى الدولة الحفصية و على الارجح في فترة السلطان أبي فارس عبد العزيز. و تقع بنهج ابن عثمان المتفرع عن نهج الزاوية البكرية بالحلفاوين في ربط باب سويقة. و قد ذاع صيت هذه الزاوية-المدرسة إذ ذكر ابن أبي دينار في المؤنس " إنها كانت في عهد الدولة المرادية من الأماكن المعظمة التي يسعى الناس إلى الحضور بها لسماع قصة المولد النبوي الشريف و قصائد المديح و يبدو الاحتفال و الزينة بها نحو الخمسة عشر يوما " و بها دفن أغلب أعلام هذه العائلة خاصة تولى منهم إمامة الصلوات و خطب الجمعة و صلاة الأعياد في جامع الزيتونة.
و لقيت هذه الزاوية و القائمين عليها من العائلة البكرية رعاية و اهتمام السلاطين الحفصيين في آخر عهد دولتهم و من بعدهم الباشوات و البايات الحسينيين. فتكدست الثروة بيد آل البكري عن طريق مداخيل الأحباس الموقوفة على زاويتهم إضافة إلى حصولهم على " الفتوح " و جانب من مجابي العديد من الفرق القبلية فقد استقلت زاويتهم برئاسة عروش المواطيس بمجاز الباب و الحسنة و زياد و كذلك استفادتهم من مداخيل أوقاف جامع الزيتونة و التي بقيت تحت إدارتهم و تصرفهم المباشر لفترة تقارب القرنين . و قد زادت هذه الثروة في مكانتهم الاجتماعية كما جعلتهم من أهل " البذل المادي " فقد قال فيهم ابن أبي الضياف أنه " كان لزاويتهم من الثروة ما أعانهم على المروءة...لهم صدقات جارية و كرم مبذول و أهل الحاضرة يعظمونهم و يتغافلون عن مساوئهم "
رغم أن عائلة البكري تعتبر من العائلات التاريخية المؤثرة في تاريخ البلاد التونسية منذ الدولة الحفصية إلى آخر فترة حكم البايات الحسينيين إلا أن سلالتهم انقطعت مع وفاة البشير البكري ابن الشاذلي البكري سنة 1360هـ/1941م، وكان مزارعا ثريا ووطنيا مناضلا ضدّ الاستعمار الفرنسي 